# Partito Comunista d'India (marxista-leninista)
Il Partito Comunista d'India (marxista-leninista) è stato un partito comunista indiano.

## Storia

### Le prime lotte
Il PCI(ml) fu fondato nel 1969 dal Comitato di Coordinamento dei Comunisti Rivoluzionari di tutta l'India, e la sua esistenza fu proclamata pubblicamente da Kanu Sanyal durante una manifestazione a Calcutta il 22 aprile (compleanno di Lenin). Il primo segretario del Partito fu Charu Majumdar, già leader della sinistra del Partito Comunista d'India (Marxista), del CCRCI e della rivolta di Naxalbari. Il Partito si avvicinò subito alla Cina, assumendo come propria guida ideologica il marxismo-leninismo e il pensiero di Mao Zedong, sostenendo la Rivoluzione Culturale, ottenendo a sua volta supporto morale dal Partito Comunista Cinese.
Majumdar e Sanyal erano stati i leader principali della grande rivolta contadina di Naxalbari, che il PCI(ml) vedeva come la "scintilla" della rivoluzione indiana ed i suoi militanti erano chiamati per questo naxaliti. Il PCI(ml) coniugò la lotta legale alla lotta armata, costituendo unità di guerriglia negli Stati dove era più forte.
Il I Congresso del Partito si tenne a Calcutta nel 1970 ed elesse un Comitato Centrale composto, fra gli altri, da Charu Majumdar, Kanu Sanyal, Souren Bose, Satyanarayan Singh e Adibhatla Kailasam. Majumdar fu eletto segretario generale.
Nonostante il sostegno dato al PCI(ml), il Partito Comunista Cinese criticò il fatto che, in certe occasioni, la lotta armata era degenerata in terrorismo individuale e che a volte il Comitato Centrale peccava di settarismo. In particolare, Souren Bose visitò la Cina ed ebbe un dialogo con Zhou Enlai, il quale gli presentò queste critiche, che Bose sostenne una volta tornato in India.

### Crisi e scissioni
Nel 1971, Satyanarayan Singh criticò pubblicamente Charu Majumdar sulla base delle critiche del PCC; a seguito di questa rottura, Singh e i suoi sostenitori uscirono dal PCI(ml) e fondarono il Partito Comunista d'India (marxista-leninista) Comitato Centrale Provvisorio, che godette di un sostegno minore da parte della Cina.
Nello stesso anno, il PCI(ml) dovette occuparsi della difficile questione della Guerra di Liberazione del Bangladesh: il PCC preferiva che i "naxaliti" appoggiassero il Pakistan (definito da alcuni un autentico suicidio politico), mentre Charu Majumdar decise di sostenere il Partito Comunista dell'Est Pakistan (marxista-leninista), impegnato in una lotta armata contro l'India, ma nemico anche dei movimenti di liberazione nazionale del Pakistan e del Bangladesh. Questa linea di Majumdar portò una parte del comitato regionale del Bengala, guidato da Ashim Chatterjee, a disconoscere il segretario e a unirsi, qualche tempo dopo, con il PCI(ml) CCP.

### Dopo Majumdar
Nel 1972, Charu Majumdar fu arrestato e ucciso dalle autorità indiane. Il Partito a questo punto si spaccò in due: da una parte vi era una fazione, guidata da Vinod Mishra, che sosteneva la linea di Charu Majumdar e voleva adottare una politica di coniugazione fra lotta legale-parlamentare e lotta armata (e che successivamente fece propria la linea scaturita dal X Congresso Nazionale del Partito Comunista Cinese), dall'altra una fazione più estremista, guidata da Mahadev Mukherjee, che sosteneva la linea di Lin Biao e una strategia più vicina al terrorismo.
Di fatto, nel 1972 il PCI(ml) si spaccò fra la fazione di Vinod Mishra (il PCI(ml)-Liberazione) e quella di Mahadev Mukherjee (il PCI(ml) Secondo Comitato Centrale). Poco dopo, Suniti Kumar Ghosh formò il Partito Comunista d'India (marxista-leninista) Comitato Organizzativo Centrale, abbandonando la linea di Majumdar, ma continuando a riconoscerlo come dirigente.

### Situazione odierna
Attualmente sono molto numerosi i partiti che si richiamano alla tradizione del PCI(ml). Alcuni continuano ad accettare la linea di Charu Majumdar, altri fanno altrettanto ma ne criticano gli eccessi settari, mentre altri ancora la rinnegano completamente.
Il settore più estremista comprende:
- Partito Comunista d'India (maoista)
- Partito Comunista d'India (marxista-leninista) Janashakti
- Partito Comunista degli Stati Uniti d'India
- Partito Comunista d'India (marxista-leninista) Naxalbari
- Partito Comunista d'India (marxista-leninista) (Mahadev Mukherjee)

Il settore più moderato comprende:
- Partito Comunista d'India (marxista-leninista) Liberazione
- Partito Comunista d'India (marxista-leninista) Comitato Centrale Provvisorio
- Partito Comunista d'India (marxista-leninista) (Kanu Sanyal)
- Lega Comunista Rivoluzionaria d'India